# ليزا نيلسون
ليزا نيلسون (بالسويدية: Lisa Nilsson)‏ هي مغنية سويدية، ولدت في 13 أغسطس 1970 في Tyresö Municipality ‏ في السويد.

## وصلات خارجية
- الموقع الرسمي
- ليزا نيلسون على موقع IMDb (الإنجليزية)
- ليزا نيلسون على موقع ميوزك برينز (الإنجليزية)
- ليزا نيلسون على موقع أول موفي (الإنجليزية)
- ليزا نيلسون على موقع قاعدة بيانات الأفلام السويدية (السويدية)
- ليزا نيلسون على موقع أول ميوزيك (الإنجليزية)
- ليزا نيلسون على موقع ديسكوغز (الإنجليزية)
- ليزا نيلسون على موقع قاعدة بيانات الفيلم (الإنجليزية)
- ليزا نيلسون على موقع كينوبويسك (الروسية)